# Мартті Ісоаро
Мартті Ісоаро (фін. Martti Isoaro) — фінський дипломат. Другий Надзвичайний і Повноважний Посол Фінляндії в Україні після відновлення незалежності у 1996—2000 роках, за сумісництвом — посол у Молдові. Посол Фінляндії в Саудівській Аравії (за сумісництвом у Кувейті, Омані й Ємені) у 2005—2010 роках.

## Біографія
З 1972 року на дипломатичній службі в МЗС Фінляндії.
У 1974—1975 роках — аташе посольства Фінляндії в Бонні.
У 1975—1977 роках — аташе посольства Фінляндії в Пекіні.
У 1977—1979 роках — аташе посольства Фінляндії у Вашингтоні.
У 1979—1982 роках — секретар, Міністерство закордонних справ Фінляндії.
У 1982—1985 роках — секретар Постійного представництва Фінляндії в Женеві.
У 1985—1987 роках — радник Постійного представництва Фінляндії в Женеві.
У 1988—1992 роках — радник міністерства закордонних справ, Гельсінкі.
У 1992—1996 роках — радник-посланник, Постійне представництво Фінляндії в ОЕСР, Париж.
У 1996—2000 роках — Надзвичайний і Повноважний Посол Фінляндії в Києві. Акредитована також в Кишинеу.
У 2000—2005 роках — Посол Міністерства закордонних справ Фінляндії, Гельсінкі.
З 2005 року — Надзвичайний і Повноважний Посол Фінляндії в Ер-Ріяді. Посольство також охоплює Кувейт, Оман і Ємен.